# سارة هيرد
سارة هيرد (بالإنجليزية: Sarah Heard)‏ هي مجدفة أسترالية، ولدت في 4 أكتوبر 1983 في بالارات في أستراليا.

## وصلات خارجية
- سارة هيرد على موقع الاتحاد الدولي للتجديف (الإنجليزية)
- سارة هيرد على موقع اللجنة الأولمبية الدولية (الإنجليزية)
- سارة هيرد على موقع أوليمبيديا (الإنجليزية)
- سارة هيرد على موقع اللجنة الأولمبية الأسترالية (الإنجليزية)